# Nicole Appleton
Pour les articles homonymes, voir Appleton.
Nicole Marie Appleton, née le 7 décembre 1974 à Hamilton en Ontario (province du Canada), est une chanteuse canadienne qui fait partie du groupe All Saints.  Elle est aussi membre du groupe Appleton avec sa sœur Natalie.

## Biographie
Nicole Appleton a trois sœurs, toutes plus âgées qu'elle : Lori, Lee, et Natalie et  qui sont les filles de Mary et Kenneth Appleton. Pendant son enfance elle a vécu à Londres, Toronto et New York.
En 1983, elle s'engage dans la Sylvia Young Theatre School où elle rencontre Melanie Blatt qui devient son amie la plus proche. En 1995, Nicole et sa sœur Natalie rejoignent Melanie Blatt et Shaznay Lewis et forment le groupe All Saints. Le groupe rencontre un succès immédiat mais elles se séparent en 2001.
Le 7 décembre 1997, Nicole rencontre Robbie Williams pendant le tournage de Top of the Pops. Ils eurent une liaison  et avaient même planifié de se marier mais Nicole tomba enceinte et bien que Robbie fut impatient de devenir père, d'après la biographie de Nicole Together London Records, le label avec lequel elle avait un contrat l'aurait forcée à avorter, ce qui a été nié par le label.
Robbie lui dédia sa chanson Sexed up parue sur l'album Escapology en 2002. Chanson évoquant leur rupture et se soldant par un Screw you (va te faire f.), I didn't like your taste anyway, I chose you and that's all gone to waste, it's Saturday, I'll go out and find another you. Ce à quoi Nicole répondit qu'elle avait avorté parce que Robbie était instable et perturbé.
En 2000, Nicole commence une relation avec Liam Gallagher du groupe Oasis. Elle mit au monde leur enfant, Gene Gallagher, le 2 juillet 2001. Liam a enregistré la chanson Songbird comme un témoignage de son amour pour Nicole. 
Nicole et sa sœur Natalie ont par ailleurs formé le groupe Appleton et ont sorti leur premier album Everything's Eventual en février 2003.
All Saints s'est à nouveau réuni début 2006 pour réaliser leur troisième album appelé Studio 1 le 13 novembre 2006.
Nicole et Liam se sont mariés à Londres le 14 février 2008. Ils divorcent le 8 avril 2014 après 14 ans de vie commune et six ans de mariage à la suite des révélations des tabloïds  que Liam Gallagher attendait une fille de la journaliste Liza Ghorbani. En mars 2020, Appleton a annoncé qu'elle avait donné naissance à une fille avec son petit ami Stephen Haines. Appleton et Haines se sont mariés en octobre 2021.

## Filmographie
En 2000, Nicole et Natalie Appleton ainsi que Melanie Blatt tournèrent Honest, une comédie policière sous la direction de David A. Stewart.